# Katja Kessler

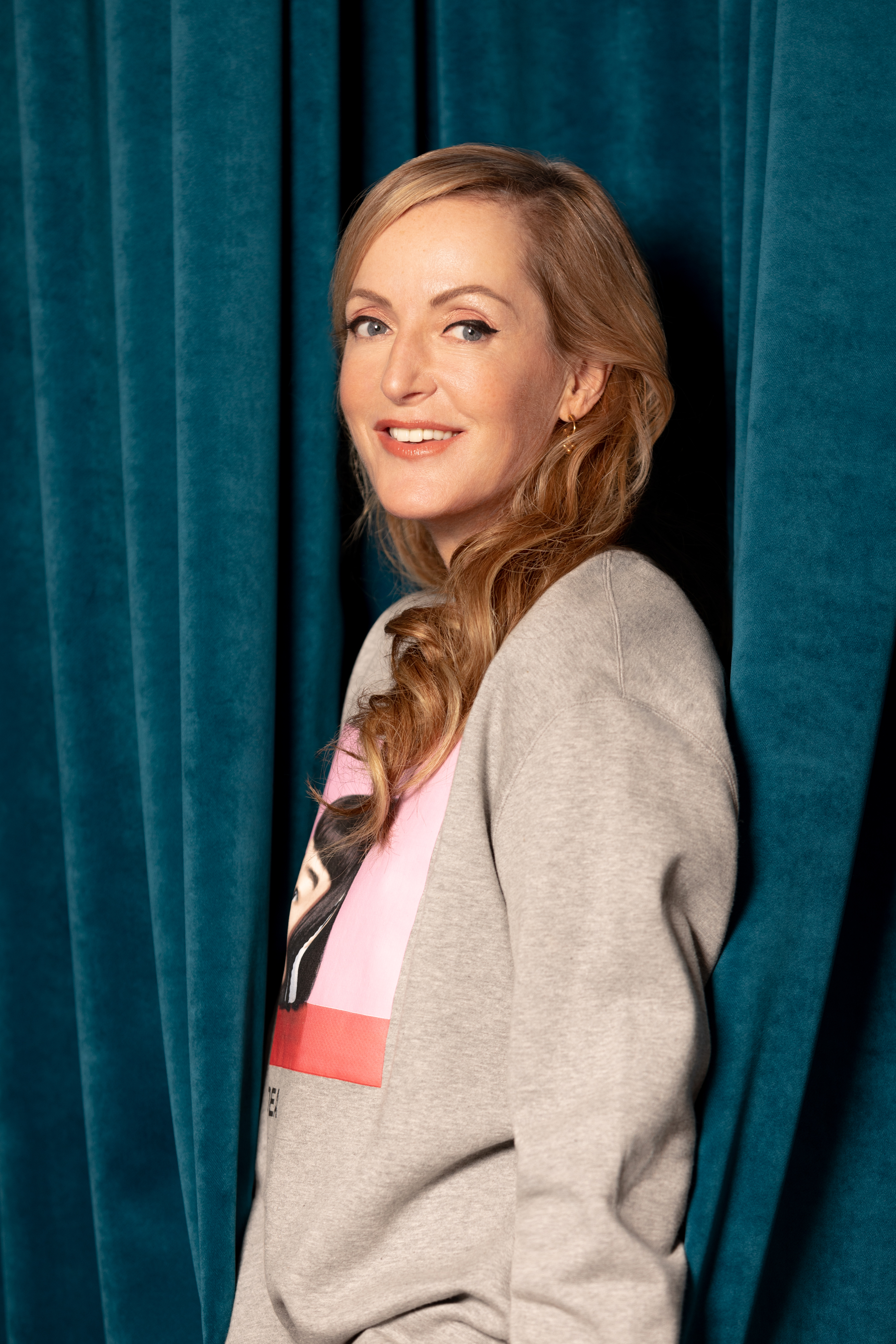
Katja Kessler (2022)

Katja Kessler (* 5. Januar 1969 in Kiel) ist eine deutsche Journalistin und Autorin.

## Leben und Karriere
Nach dem Abitur an der Kieler Gelehrtenschule studierte Kessler Zahnmedizin an der Universität Kiel. Nach einer zweijährigen Auszeit studierte sie in Hamburg weiter und wurde mit dem 1997 abgeschlossenen Thema Eisenaufladung und Antioxidantienstatus bei Patienten mit homozygoter β-Thalassämie unter Gabe des Chelators Deferiprone zum Dr. med. dent. promoviert.
Statt die Praxis ihres Vaters zu übernehmen, machte Kessler ein Praktikum beim Axel-Springer-Verlag und erregte Aufsehen mit ihren Textbeiträgen über Nacktbilder auf der ersten Seite der BILD-Zeitung. Sie bekam ihre eigene Kolumne und berichtete vier Jahre lang über die High-Society im In- und Ausland. Kessler heiratete 2002 den damaligen Bild-Chefredakteur und späteren Gesamtherausgeber der Bild-Gruppe Kai Diekmann. Die beiden haben vier Kinder und leben in Potsdam.
Kessler publizierte zudem in der FAZ, der Für Sie sowie in der Welt am Sonntag und schrieb zusammen mit Dieter Bohlen dessen Biografien Nichts als die Wahrheit (2002) und Hinter den Kulissen (2003). Für ihr Wirken wurde sie unter anderem mit dem Champagne-Preis für Lebensfreude sowie – zusammen mit Bohlen – mit der Goldenen Feder ausgezeichnet. Dieser Preis wurde verliehen, da sich durch das Buch „erstmals die Feuilletons namhafter Zeitungen mit dem Phänomen des Boulevard beschäftigt haben“. Im Jahr 2007 erschien ihr erster Roman Herztöne, 2008 folgte Das Mami Buch: Schwangerschaft, Geburt und die zehn Monate danach, 2009 erschien Frag mich Schatz, ich weiß es besser, ein Roman, in dem sie teilweise autobiografisch über ihre Ehe mit Diekmann schreibt. Am 8. März 2011 erschien Kesslers Lach- und Sachgeschichten Das Schatzi-Experiment oder Der Tag, an dem ich beschloss, meinen Mann zu dressieren. 2014 publizierte sie  Silicon Wahnsinn: Wie ich mal mit Schatzi nach Kalifornien auswanderte.
Kessler trat ebenfalls als „Erziehungs-Expertin“ bei der RTL-Sendung Erwachsen auf Probe auf.
Seit 2018 ist sie als Innenraumgestalterin selbstständig. Im November 2023 wurden vier ihrer Einrichtungsprojekte – die „Villa Meerestern“ und „Das Kulm“ (beides Ostseebad Heringsdorf), die Berliner „Ullsteinhalle“ sowie das „H1“ in Bielefeld – für den SBID Award in London nominiert, den schließlich die Villa Meeresstern gewann.

## Bücher
- mit Dieter Bohlen: Nichts als die Wahrheit. Heyne Verlag, München 2002, ISBN 3-453-86143-4.
- Dieter Bohlen: Hinter den Kulissen. Random House Entertainment, München 2003, ISBN 3-7645-0173-1 (Auch als Hörbuch mit 5 CDs, BMG Berlin Musik, ISBN 3-89839-633-X).
- Herztöne. Diana Verlag, 2007, ISBN 3-453-29033-X.
- Das Mami Buch: Schwangerschaft, Geburt und die zehn Monate danach. Coppenrath Verlag, 2008, ISBN 3-8157-8001-2.
- Frag mich, Schatz, ich weiß es besser!: Bekenntnisse einer Ehefrau. Diana Verlag, 2009, ISBN 3-453-35178-9.
- Das Schatzi-Experiment oder Der Tag, an dem ich beschloss, meinen Mann zu dressieren. Diana Verlag, München 2011, ISBN 3-453-35558-X.
- Silicon Wahnsinn: Wie ich mal mit Schatzi nach Kalifornien auswanderte. Marion von Schröder, Berlin 2014, ISBN 978-3-8437-0943-9.
- Das muss Liebe sein. Bastei-Lübbe, 2016, ISBN 978-3-431-03946-7. Mit Illustrationen von Peter Böhling.